# Liga Europeia de Hóquei em Patins de 2003–04
A Liga Europeia de 2003–04 foi a 39ª edição da Liga Europeia organizada pelo CERH.

## Equipas da Liga Europeia 2003/04
As equipas classificadas são:
| Fase             | Equipas         | Equipas        | Equipas        | Equipas         |
| ---------------- | --------------- | -------------- | -------------- | --------------- |
| 1.ª Eliminatória | Liceo da Coruña | FC Barcelona   | CE Noia        | CP Vic          |
| 1.ª Eliminatória | FC Porto        | OC Barcelos    | SL Benfica     | Hockey Prato    |
| 1.ª Eliminatória | Hockey Bassano  | Roller Salerno | La Vendéenne   | SCRA Saint-Omer |
| 1.ª Eliminatória | RSC Uttigen     | Genève RHC     | RSC Cronenberg |                 |
|                  |                 |                |                |                 |
| Pré-eliminatória | SA Mérignac     | RHC Wimmis     |                |                 |

## Pré-Eliminatória
| Visitado   | Resultado | Visitante   | 1ª Mão | 2ª Mão |
| RHC Wimmis | 6-14      | AS Merignac | 4-9    | 2-5    |

## 1ª Eliminatória
| Visitado        | Resultado   | Visitante      | 1ª Mão | 2ª Mão      |
| Bassano         | 2-4         | Hockey Prato   | 1-2    | 1-2         |
| SL Benfica      | 7-4         | La Vendéenne   | 6-3    | 1-1         |
| Pati Vic        | 6-3         | St. Omer       | 7-1    | 3-1         |
| FC Porto        | 13-6        | Salerno        | 9-0    | 4-6         |
| FC Barcelona    | 16-1        | Genéve RHC     | 10-1   | 6-1         |
| HC Liceo Coruña | 7-7(5-6)pen | CE Noia        | 3-1    | 4-6(5-6)pen |
| AS Merignac     | 4-20        | OC Barcelos    | 0-10   | 4-10        |
| RSC Uttigen     | 6-6(4-4)pen | RSC Cronenberg | 2-3    | 4-3(4-4)pen |

## Fase de Grupos

### Grupo A
| Equipe          | Pts | J | V | E | D | GM | GS | DG  |
| --------------- | --- | - | - | - | - | -- | -- | --- |
| FC Barcelona    | 11  | 6 | 5 | 1 | 0 | 29 | 11 | 18  |
| OC Barcelos     | 8   | 6 | 4 | 0 | 2 | 36 | 15 | 21  |
| HC Liceo Coruña | 5   | 6 | 2 | 1 | 3 | 27 | 18 | 9   |
| RSC Cronenberg  | 0   | 6 | 0 | 0 | 6 | 11 | 59 | -48 |

|                 | BAR | OCB  | LIC | CRO  |
| --------------- | --- | ---- | --- | ---- |
| FC Barcelona    | –   | 5-2  | 2-2 | 9-3  |
| OC Barcelos     | 2-4 | –    | 5-2 | 14-0 |
| HC Liceo Coruña | 1-3 | 2-3  | –   | 12-1 |
| RSC Cronenberg  | 1-6 | 2-10 | 4-8 | –    |

### Grupo B
| Equipe       | Pts | J | V | E | D | GM | GS | DG  |
| ------------ | --- | - | - | - | - | -- | -- | --- |
| FC Porto     | 10  | 6 | 5 | 0 | 1 | 27 | 13 | 14  |
| Hockey Prato | 8   | 6 | 4 | 0 | 2 | 33 | 24 | 9   |
| Pati Vic     | 6   | 6 | 3 | 0 | 3 | 21 | 28 | -7  |
| SL Benfica   | 0   | 6 | 0 | 0 | 6 | 15 | 30 | -15 |

|              | FCP | PRA | VIC | SLB |
| ------------ | --- | --- | --- | --- |
| FC Porto     | –   | 4-2 | 8-1 | 3-2 |
| Hockey Prato | 4-5 | –   | 5-2 | 7-6 |
| Pati Vic     | 5-3 | 4-8 | –   | 4-1 |
| SL Benfica   | 0-4 | 3-7 | 3-5 | –   |

## Final a Quatro
A Final a Quatro da Liga Europeia de 2003/04 foi disputada entre 15 de Maio e 16 de Maio de 2004, Viareggio, Itália.

## Competição

### Quadro de Jogos
|  | Semifinal    | Semifinal |   |  | Final        | Final |  |
|  |              |           |   |  |              |       |  |
|  | 15 de Maio   |           |   |  |              |       |  |
|  | Hockey Prato | 0         |   |  |              |       |  |
|  | FC Barcelona | 3         |   |  |              |       |  |
|  |              |           |   |  |              |       |  |
|  |              |           |   |  | 16 de Maio   |       |  |
|  |              |           |   |  | FC Barcelona | 3     |  |
|  |              | FC Porto  | 0 |  |              |       |  |
|  |              |           |   |  |              |       |  |
|  |              |           |   |  |              |       |  |
|  |              |           |   |  |              |       |  |
|  | 15 de Maio   |           |   |  |              |       |  |
|  | OC Barcelos  | 4         |   |  |              |       |  |
|  | FC Porto     | 7         |   |  |              |       |  |

| FC Barcelona (15) |

## Ligações Externas
- CERH website

### Internacional
- Ligações para todos os sítios de hóquei
- Mundook- Sítio com notícias de todo o mundo do hóquei
- Hoqueipatins.com - Sítio com todos os resultados de Hóquei em Patins